# Androvits Béla
Androvits Béla (Temesvár, 1926. január 9. – 2005) magyar nemzetiségű román válogatott labdarúgó, hátvéd, edző.

## Pályafutása

### A válogatottban
1953 és 1956 között hét alkalommal szerepelt a román válogatottban. Kétszeres szerepelt a román B-válogatottban.

## Sikerei, díjai
- Román bajnokság
  - 4.: 1950, 1954
- Román másodosztályú bajnokság
  - bajnok: 1952
- Román kupa
  - győztes: 1949